# آرثر وولز
آرثر وولز (بالإنجليزية: Arthur Walls)‏ هو لاعب كرة قدم بريطاني في مركز مهاجم داخلي، ولد في 15 يناير 1931 في غلاسكو في المملكة المتحدة، وتوفي في 27 يوليو 2006 في هادينغتون (لوثيان الشرقية) في المملكة المتحدة. لعب مع ماكليسفيلد تاون ونادي أردريونيانز ونادي ترانمير روفرز.